# همسار (همبرات)
همسار (بالفارسية: همسار) هي قرية تقع في إيران في قسم همبرات الريفي. يقدر عدد سكانها بـ 44 نسمة بحسب إحصاء 2016.